# Ronde van Italië 1961
| Eindklassement      |                          |              |
| Algemeen klassement | Arnaldo Pambianco        | 111h 25' 28" |
| Tweede              | Jacques Anquetil         | + 3' 45"     |
| Derde               | Antonio Suárez           | + 4' 17"     |
| Vierde              | Charly Gaul              | + 4' 22"     |
| Vijfde              | Guido Carlesi            | + 8' 08"     |
| Zesde               | Hans Junkermann          | + 12' 25"    |
| Zevende             | Rik Van Looy             | + 12' 38"    |
| Achtste             | Guillaume Van Tongerloo  | + 14' 18"    |
| Negende             | Carlo Brugnami           | + 16' 05"    |
| Tiende              | Nino Defilippis          | + 16' 23"    |
| (Ned)               | Piet van Est (35e)       | + 1h 08' 02" |
| Rode Lantaarn       | Augusto Marcaletti (92e) | + 3h 36' 40" |
| Bergklassement      | Vito Taccone             | ? punten     |
| Tweede              | Gabriel Mas              | ? punten     |
| Derde               | Imerio Massignan         | ? punten     |
| Ploegenklassement   | Faema                    | ?            |
| Tweede              | ?                        | ?            |
| Derde               | ?                        | ?            |

In 1961 ging de 44e Giro d'Italia op 20 mei van start in Turijn. Hij eindigde op 11 juni in Milaan. Er stonden 170 renners verdeeld over 17 ploegen aan de start. Hij werd gewonnen door Arnaldo Pambianco.
Aantal ritten: 21

Totale afstand: 4004.0 km

Gemiddelde snelheid: 35.935 km/h

Aantal deelnemers: 170

## Belgische en Nederlandse prestaties
In totaal namen er 16 Belgen en 2 Nederlanders deel aan de Giro van 1961.

### Belgische etappezeges
- Willy Schroeders won de 3e etappe van San Remo naar Genua en de 19e etappe van Vittorio Veneto naar Trente.
- Louis Proost won de 5e etappe van Marsala naar Palermo.
- Rik Van Looy won de 13e etappe van Mentana naar Castelfidardo, de 15e etappe van Florence naar Modena en de 17e etappe van Vicenza naar Triëst.

### Nederlandse etappezeges
- Piet van Est won de 8e etappe van Cosenza naar Tarente.

## Etappe uitslagen
| Datum                  | Etappe    | Parcours                           | Afstand | Eerste                 | Tweede                        | Derde                      | Klassementsleider             |
| ---------------------- | --------- | ---------------------------------- | ------- | ---------------------- | ----------------------------- | -------------------------- | ----------------------------- |
| 20 mei                 | etappe 1  | Turijn - Turijn                    | 115 km  | Miguel Poblet (Spa)    | Franco Balmamion (Ita)        | Aurelio Cestari (Ita)      | Miguel Poblet (Spa)           |
| 21 mei                 | etappe 2  | Turijn - San Remo                  | 185 km  | Miguel Poblet (Spa)    | Edgard Sorgeloos (Bel)        | Martin Van Geneugden (Bel) | Miguel Poblet (Spa)           |
| 22 mei                 | etappe 3  | San Remo - Genua                   | 149 km  | Willy Schroeders (Bel) | Antonio Bailetti (Ita)        | Marino Fontana (Ita)       | Miguel Poblet (Spa)           |
| 23 mei                 | etappe 4  | Cagliari - Cagliari                | 118 km  | Oreste Magni (Ita)     | Guillaume Van Tongerloo (Bel) | Antonio Suárez (Spa)       | Miguel Poblet (Spa)           |
| 24 mei                 | etappe 5  | Marsala - Palermo                  | 144 km  | Louis Proost (Bel)     | Willy Schroeders (Bel)        | Giuseppe Tonucci (Ita)     | Miguel Poblet (Spa)           |
| 25 mei was een rustdag |           |                                    |         |                        |                               |                            |                               |
| 26 mei                 | etappe 6  | Palermo - Milazzo                  | 224 km  | Nino Defilippis (Ita)  | Armand Desmet (Bel)           | Willy Vannitsen (Bel)      | Miguel Poblet (Spa)           |
| 27 mei                 | etappe 7  | Reggio Calabria - Cosenza          | 221 km  | Antonio Suárez (Spa)   | Rik Van Looy (Bel)            | Edgard Sorgeloos (Bel)     | Antonio Suárez (Spa)          |
| 28 mei                 | etappe 8  | Cosenza - Tarente                  | 237 km  | Piet van Est (Ned)     | Jean Stablinski (Fra)         | Ernesto Bono (Ita)         | Guillaume Van Tongerloo (Bel) |
| 29 mei                 | etappe 9  | Tarente - Bari (tijdrit)           | 53 km   | Jacques Anquetil (Fra) | Guillaume Van Tongerloo (Bel) | Antonio Suárez (Spa)       | Guillaume Van Tongerloo (Bel) |
| 30 mei                 | etappe 10 | Bari - Potenza                     | 140 km  | Vito Taccone (Ita)     | Hans Junkermann (BRD)         | Adriano Zamboni (Ita)      | Jacques Anquetil (Fra)        |
| 31 mei                 | etappe 11 | Potenza - Teano                    | 252 km  | Pietro Chiodini (Ita)  | Dino Liviero (Ita)            | Seamus Elliott (Ier)       | Jacques Anquetil (Fra)        |
| 1 juni                 | etappe 12 | Gaeta - Rome                       | 149 km  | Renato Giusti (Ita)    | Bruno Mealli (Ita)            | Noè Conti (Ita)            | Jacques Anquetil (Fra)        |
| 2 juni                 | etappe 13 | Mentana - Castelfidardo            | 279 km  | Rik Van Looy (Bel)     | Antonio Suárez (Spa)          | Guido Carlesi (Ita)        | Jacques Anquetil (Fra)        |
| 3 juni                 | etappe 14 | Ancona - Florence                  | 250 km  | Silvano Ciampi (Ita)   | Dino Liviero (Ita)            | Armando Pellegrini (Ita)   | Arnaldo Pambianco (Ita)       |
| 4 juni                 | etappe 15 | Florence - Modena                  | 178 km  | Rik Van Looy (Bel)     | Edgard Sorgeloos] (Bel)       | Antonio Suárez (Spa)       | Arnaldo Pambianco (Ita)       |
| 5 juni                 | etappe 16 | Modena - Vicenza                   | 207 km  | Adriano Zamboni (Ita)  | Renato Giusti (Ita)           | Rino Benedetti (Ita)       | Arnaldo Pambianco (Ita)       |
| 6 juni                 | etappe 17 | Vicenza - Triëst                   | 204 km  | Rik Van Looy (Bel)     | Catullo Ciacci (Ita)          | Rino Benedetti (Ita)       | Arnaldo Pambianco (Ita)       |
| 7 juni was een rustdag |           |                                    |         |                        |                               |                            |                               |
| 8 juni                 | etappe 18 | Triëst - Vittorio Veneto (tijdrit) | 161 km  | Renato Giusti (Ita)    | Willy Derboven (Bel)          | Bruno Costalunga (Ita)     | Arnaldo Pambianco (Ita)       |
| 9 juni                 | etappe 19 | Vittorio Veneto - Trente           | 249 km  | Willy Schroeders (Bel) | Carlo Brugnami (Ita)          | Enzo Pizzoglio (Ita)       | Arnaldo Pambianco (Ita)       |
| 10 juni                | etappe 20 | Trente - Bormio                    | 275 km  | Charly Gaul (Lux)      | Arnaldo Pambianco (Ita)       | Antonio Suárez (Spa)       | Arnaldo Pambianco (Ita)       |
| 11 juni                | etappe 21 | Bormio - Milaan                    | 214 km  | Miguel Poblet (Spa)    | Rik Van Looy (Bel)            | Dino Bruni (Ita)           | Arnaldo Pambianco (Ita)       |

 winnaars · 
roze trui · 
  puntenklassement · 
  bergklassement · 
 jongerenklassement · 
 intergiro · 
 ploegenklassement · 
 strijdlust · 
 zwarte trui
Giro d'Italia Next Gen · Giro Donne · Cima Coppi
 Belgische rozetruidragers · etappewinnaars
 Nederlandse rozetruidragers · etappewinnaars
Mannen:
1909 · 
1910 · 
1911 · 
1912 · 
1913 · 
1914 · 
1919 · 
1920 · 
1921 · 
1922 · 
1923 · 
1924 · 
1925 · 
1926 · 
1927 · 
1928 · 
1929 · 
1930 · 
1931 · 
1932 · 
1933 · 
1934 · 
1935 · 
1936 · 
1937 · 
1938 · 
1939 · 
1940 · 
1946 · 
1947 · 
1948 · 
1949 · 
1950 · 
1951 · 
1952 · 
1953 · 
1954 · 
1955 · 
1956 · 
1957 · 
1958 · 
1959 · 
1960 · 
1961 · 
1962 · 
1963 · 
1964 · 
1965 · 
1966 · 
1967 · 
1968 · 
1969 · 
1970 · 
1971 · 
1972 · 
1973 · 
1974 · 
1975 · 
1976 · 
1977 · 
1978 · 
1979 · 
1980 · 
1981 · 
1982 · 
1983 · 
1984 · 
1985 · 
1986 · 
1987 · 
1988 · 
1989 · 
1990 · 
1991 · 
1992 · 
1993 · 
1994 · 
1995 · 
1996 · 
1997 · 
1998 · 
1999 · 
2000 · 
2001 · 
2002 · 
2003 · 
2004 · 
2005 · 
2006 · 
2007 · 
2008 · 
2009 · 
2010 · 
2011 · 
2012 · 
2013 · 
2014 · 
2015 · 
2016 · 
2017 · 
2018 · 
2019 · 
2020 · 
2021 · 
2022 · 
2023 · 
2024 · 
2025
Vrouwen:
1988 · 
1989 · 
1990 · 
1991 ·
1992 ·
1993 · 
1994 · 
1995 · 
1996 · 
1997 · 
1998 · 
1999 · 
2000 · 
2001 · 
2002 · 
2003 · 
2004 · 
2005 · 
2006 · 
2007 · 
2008 · 
2009 · 
2010 · 
2011 · 
2012 ·
2013 · 
2014 ·
2015 ·
2016 ·
2017 ·
2018 ·
2019 ·
2020 ·
2021 ·
2022 ·
2023 ·
2024 ·
2025